# باورهای نادرست درباره اچ‌آی‌وی و ایدز
گسترش ایدز میلیون‌ها نفر را در دنیا تحت تأثیر قرار داده است و از این جهت ایدز یک بیماری همه‌گیر شناخته می‌شود. بر اساس تخمین سازمان بهداشت جهانی در سال ۲۰۰۹ حدود ۳۳٫۴ میلیون نفر مبتلا به ایدز در سراسر دنیا زندگی می‌کنند که در هر سال ۲٫۷ میلیون نفر به مبتلایان اچ‌آی‌وی افزوده شده و ۲ میلیون نفر بر اثر ایدز جان خود را از دست می‌دهند.
عده کمی هنوز دربارهٔ ارتباط بین HIV و ایدزوجود خود HIV، یا اعتبار آزمایش HIV و روش‌های درمان آن اختلاف نظر دارند. جامعه علمی این ادعاها، که به انکارگرایی ایدز معروفند، را مورد بررسی قرار داده و آن‌ها را رد کرده است. البته، آن‌ها تأثیرات سیاسی چشمگیری داشته‌اند، بخصوص آنکه در آفریقای جنوبی، جایی که دولت با آغوش باز از انکارگرایان ایدز استقبال می‌کند، آن‌ها مسئول بی‌مبالاتی دولت در خصوص اپیدمی ایدز در کشور هستند، و مقصر صدها هزار مرگ قابل اجتناب و عفونت‌های HIV نیز می‌باشند.
عملیات اینفکشن عملیات جهانی سنجش فعال اتحاد جماهیر شوروی بود تا همگان را از این امر مطلع کند که ایدز را آمریکا به وجود آورده است. تحقیقات نشان می‌دهند که تعداد زیادی از مردم این ادعا را باور داشته و هنوز هم دارند.
تصورات غلط زیادی دربارهٔ HIV و ایدز وجود دارد. سه نوع رایج آن‌ها عبارتند از اینکه ایدز می‌تواند از راه تماس معمولی منتقل شود، و اینکه نزدیکی جنسی با یک باکره بیماری ایدز را درمان می‌کند، و نیز HIV تنها می‌تواند مردان همجنسگرا و مصرف‌کنندگان مواد مخدر را آلوده کند. سایر تصورات غلط عبارتند از اینکه هر نوع نزدیکی مقعدی بین دو مرد همجنسگرا غیرآلوده می‌تواند منجر به ابتلا به HIV شود، و بحث‌های باز و آزاد دربارهٔ همجنسگرایی و HIV در مدارس منجر به افزایش میزان همجنس‌گرایی و ایدز می‌شود.